# Mątwik sojowy
Mątwik sojowy (Heterodera glycines) – gatunek nicienia z rodziny mątwikowatych (Heteroderidae).